# Saint-Sozy
Saint-Sozy é uma comuna francesa na região administrativa de Occitânia, no departamento de Lot. Estende-se por uma área de 8,59 km². Em 2010 a comuna tinha 487 habitantes (densidade: 56,7 hab./km²).